# قائمة بحوادث حقوق الإنسان في 2006 في مصر
ما يلي هو  قائمة بالأحداث الجديرة بالذكرة فيما يتعلق بحقوق الإنسان في مصر في 2006. رغم أنه لا يوجد تعريف واحد متفق عليه لما يمثل «حوادث حقوق الإنسان» في الاستخدام العام، إلا أن الحوادث المذكورة في القائمة تدعى عموما انتهاكات لحقوق الإنسان، أو تمثل تقدما في الاعتراف بحقوق الإنسان، أو تتفق مع بعض المعاير الشائع استخدامها.

## يناير 2006
- 2 يناير: تم إطلاق سراح مئات اللاجئين السودانيين الذين كان قد تم اعتقالهم في 30 ديسمبر 2005 واحتجارهم في معسكرات الاعتقال في القاهرة. فيما ظل مئات آخرين (نحو 654) تحت الحجز وتم تحديد تاريخ 6 يناير 2006 لترحيلهم إلى السودان.[1]
- 5 يناير: تم تأجيل ترحيل اللاجئين السودانيين الذي كان مخططا له 6 يناير لمدة أسبوع حتى تحدد المفوضية السامية للأمم المتحدة لشؤون اللاجئين إذا ما كانوا لاجئين قانونيين.[2][3]
- 11 يناير: لم يتم ترحيل اللاجئين السودانيين، بل تم إطلاق سراحهم.[4]
- 17 يناير: أعلنت الولايات المتحدة نيتها تأجيل محادثات التجارة الحرة مع مصر بسبب حكم المحكمة في 24 ديسمبر 2005 على السياسي أيمن نور بالسجن لمدة 5 سنوات بسبب انتهاكات مزعومة لقانون الانتخابات.[5]
- 17 يناير: أعلن مسؤولون مصريون أنهم لا يخططون لترحيل أي من اللاجئين السودانيين المحتجزين.[6]
- 18 يناير: تم إلغاء ترحيل 233 آخرين من اللاجئين السودانيين الذين كان من المقرر ترحيلهم، بل تم اطلاق سراحهم. في هذا الوقت، تبقى 183 من الـ654 لاجئا المقرر ترحيلهم في الحجز.[7]
- 18 يناير: هاجم تجمهر من المسلمين المصريين تجمهرا من المسيحيين المصريين في قرية العديسات بالقرب من الأقصر. قتل مواطن واحد وأصيب 12 آخرون خلال الهجوم. في اليوم السابق للهجوم، تم اكتشاف أن أولئك المسيحيين استخدموا دار الضيافة سريا ككنيسة.[8][9]
- 26 يناير: ذكرت حكومة الفلبين أن الفلبينية فيرونيكا بانغت قدمت تقارير عن تعرضها لإساءات خلال عملها في القاهرة كخادمة منزلية.[10]
- 28 يناير: أضرب أعضاء البرلمان المنتمون لجماعة الإخوان المسلمين عن البرلمان اعتراضًا على طرد أحد زملائهم النواب لانتقاده الحكومة المصرية لتركها سفينة حربية فرنسية تعبر قناة السويس.[11]
- 28 يناير: رفضت محكمة الأسرة طلب هند الحناوي أن يتم الاعتراف بالممثل أحمد الفيشاوي والدًا لابنتها. حكمت المحكمة بأنه على الرغم من أن نتيجة اختبار الحمض النووي أظهرت أنه الوالد الحقيقي، إلا أن الحناوي لم تقدم أي دليل على أنه وافق على الزواج سواء في السر أو بأي شكل آخر.[12]
- 30 يناير: طالب أعضاء البرلمان المنتمون لجماعة الإخوان المسلمين بمقاطعة الدنمارك احتجاجًا على الرسوم الكاريكاتورية المسيئة للنبي محمد في صحيفة يولاندس بوستن والتي ظهرت هناك.[13]

## فبراير 2006
- 3 فبراير: احتجزت السلطات المصرية السياسي البريطاني جورج غالوي لمدة ليلة في زنزانة تابعة للمطار، لأسباب تتعلق بالأمن القومي حسب زعمهم.[14]
- 12 فبراير: وافق مجلس النواب المصري على تأجيل انتخابات المجالس المحلية لمدة عامين، بحيث أصبحت في أبريل 2008 بدلا من أبريل 2006. اعتراض نواب البرلمان من جماعة الإخوان المسلمين على ذلك القرار، الذي مد فترة 4500 عضوا في تلك المجالس.[15]
- 13 فبراير: اقتحم مئات من أسر ضحايا كارثة عبارة السلام مكاتب شركة الملاحة في سفاجا. لجأت شرطة مكافحة الشغب إلى إلقاء القنابل المسيلة للدموع في محاولة لإستعادة النظام.[16]
- 13 فبراير: تظاهر آلاف الطلاب في جامعة الأزهر احتجاجا على الرسوم الكاريكاتورية المسيئة للنبي محمد في صحيفة يولاندس بوستن.[3]
- 18 فبراير: طُلب ثلاثة أعضاء من الإخوان المسلمين للمحاكمة بتهمة حيازة أسلحة وإثارة العنف.
- 18 فبراير: قدم محامو أيمن نور استئنافًا وطالبوا بإيقاف تنفيد الحكم حتى يتم الحكم في الإستئناف.
- 21 فبراير: هتف 400 طالب من جامعة القاهرة، أغلبهم من حركة كفاية أو حزب الغد، بهتافات مضادة لمبارك واتهموا نظامه بالفساد وتزوير انتخابات العام السابق. تزامنت الاحتجاجات مع زيارة كونداليزا رايز إلى القاهرة.[17]
- 28 فبراير: أفرجت السلطات عن ثلاثة من المسلمين البريطانيين المتعصبين بعدما قضوا نحو ثلاث سنوات في السجن لاشتراكهم في جماعة دينية محظورة.[13]

## مارس 2006
- 3 مارس: اعتقلت الشرطة سبعة طلاب نشطاء من جماعة الإخوان المسلمين لعقدهم اجتماعًا، خططوا فيه لمظاهرة احتجاجية على الرسوم المسيئة للرسول.
- 3 مارس: اعتقلت الشرطة رشاد البيومي، الأستاذ بجامعة القاهرة، بسبب انتمائه للإخوان المسلمين.[18]
- 3 مارس: تم غلق الموقع السياسي المصري www.masreyat.org بواسطة شركة الإنترنت تي إي داتا المملوكة للدولة.
- 5 مارس: اعتقلت الشرطة 12 عضوا من جماعة الإخوان كانوا يعقدون اجتماعًا في حي زهراء المعادي بالقاهرة.[19]
- 6 مارس: اعتقلت الشرطة 5 أعضاء من الإخوان المسلمين في الجيزة والإسماعيلية بتهمة التخطيط «لإعادة إحياء أنشطة الجماعة».[20]
- 8 مارس: أغلقت الشرطة صحيفة آفاق عربية المنتمية للإخوان المسلمين واعتقلت أربعة أعضاء من الجماعة.[21]
- 17 مارس: عقد نحو 1000 قاضٍ مصري احتجاجا صامتا لمدة نصف ساعة للمطالبة بالإستقلال الكامل للقضاء واعتراضا على قرار الحكومة باستجواب ستة من زملائهم القضاة الذين انتقدوا الانتخابات التي جرت مؤخرًا.[22]
- 22 مارس: أعلن رئيس الوزراء أحمد نظيف أن قوانين الطوارئ سيتم إستبدالها قريبا بقوانين محاربة الإرهاب.[23]

## أبريل 2006
- 3 أبريل: أجبرت السلطات العديد من القضاة على إلغاء اجتماعات كان مرتب لها مع وفد من منظمة هيومان رايتس ووتش.
- 9 أبريل: منعت السلطات المصرية زعيم المعارضة المسجون أيمن نور من إرسال المزيد من المقالات إلى جريدة حزبه.[24]
- 11 أبريل: أطلقت السلطات المصرية سراح 300 عضوًا سابقة في الجماعة الإسلامية المسلحة. فيما كان قد تم الإفراج عن 650 آخرين في الأسابيع الست السابقة.[25]
- 15 أبريل: هاجم تجمهر من المسلمين مسيرة جنازة نُصحي عطا جرجس في حي سيدي بشر في الإسكندرية. تدخلت الشرطة المصرية باستخدام القنابل المسيلة للدموع لتشتيت المتظاهرين. أصيب 15 مصريا وتم اعتقال 15.[26]
- 15 أبريل: اعتقلت الشركة 5 ناشرين إخوان لطباعتهم منشورات معارضة لتجديد قانون الطوارئ.[27]
- 16 أبريل: استمرت تجمهرات المسلمين والمسيحيين في مهاجمة بعضهم البعض في الإسكندرية. على مدار العطلة الأسبوعية، سقط قتيلان و40 جريحا وتم اعتقال أكثر من 100.[28]
- 17 أبريل: استدعت السلطات القاضيان محمد مكي وهشام البسطويسي لمجلس تأديب بسبب تصريحاتهم للصحافة بأنهم شهدوا عمليات تزوير انتخابية في الانتخابات البرلمانية في نوفمبر وديسمبر السابقين.[29]
- 17 أبريل: احتجزت الشرطة مسلمَا آخر دخل كنيسة في القاهرة بسكين، ثلاثة أيام فقط بعد هجمات عبد الرازق القاتلة بالسكين في الإسكندرية.[30]
- 24 أبريل: قتلت ثلاثة تفجيرات متزامنة في مدينة دهب 23 شخصًا.[20]
- 24 أبريل: اعتقلت الشرطة 15 ناشطا من اعتصام أمام نادي القضاة كانوا يتظاهرون تضامنًا مع القاضيين مكي والبسطويسي.[31]
- 24 أبريل: ضربت قوات الشرطة القاضي محمود محمد عبد اللطيف حمزة في اعتصام أمام نادي القضاة المصري مما أدي إلى حجزه في المستشفى بإصابات طفيفة.
- 24 أبريل: اعتقلت الشرطة المدون أحمد الدروبي.[32]
- 26 أبريل: اعتقلت الشرطة مدير مكتب قناة الجزيرة في القاهرة، المصري حسين عبدالغني. احتجزت الشرطة عبد الغني في دهب بتهمة نشر أخبار كاذبة في تغطيته لتوابع تفجيرات 24 أبريل.[33]
- 26 أبريل: فضَّت قوات الشرطة بعنف مظاهرة مؤيدة للقضاة خارج نقابة القضاة.[34]
- 26 أبريل: هاجم تفجيران انتحاريان أفراد أمن وقوات حفظ السلام الأجنبية في شبه جزيرة سيناء، لكن لم يصيبا أي من أهدافهما.[35]
- 27 أبريل: اعتقلت الشرطة المدون مالك مصطفى في تجمع مؤيد للقضاة.
- 27 أبريل: أفرجت محكمة مصرية عن مدير مكتب قناة الجزيرة في القاهرة حسين عبد الغني بكفالة وأدانته بنشر أكاذيب في تقريره عن تفجيرات 24 أبريل في دهب.[36]
- 27 أبريل: على مدار الأيام الأربع السابقة، اعتقلت الشرطة ما يزيد عن 51 متظاهر مؤيدين للقضاة.[5]
- 28 أبريل: اعتقلت الشرطة أمير سالم وإيهاب الخولي، المحاميان الرئيسيان لأيمن نور؛ بتهمة تحريض الجماهير وإهانة الرئيس.[37]
- 30 أبريل: طالب رئيس الوزراء أحمد نظيف بتمديد قانون الطوارئ لمدة عامين في ضوء تفجيرات 24 أبريل بدهب. وافق البرلمان المصري على التمديد في نفس اليوم، بنتيجة تصويت وصلت 287-91.[38]

## مايو 2006
- 4 مايو: اعتقلت الشرطة 23 إخوانيًا ردًا على حملة الجماعة ضد قانون الطوارئ.[39]
- 6 مايو: بدأ 40 ناشطا محبوسين في سجن طرة إضرابًا عن الطعام احتجاجًا على احتجازهم بإتهامات إجرامية.[32]
- 7 مايو: اعتقلت الشرطة المدون علاء سيف الإسلام و10 آخرين كانوا يتظاهرون أمام محكمة جنوب القاهرة.[40]
- 10 مايو: رجل الدين المصري حسن مصطفى أسامة نصر، الذي يُزعم أنه تم اختطافه من أحد شوارع إيطاليا بواسطة ظباط المخابرات الأمريكية وترحيله إلى مصر في 2003، ادعى أنه تم ضربه بشكل مكرر في المراحل الأولى من سجنه بما في ذلك حين كان في حيازة أمريكا.[41]
- 11 مايو: استدعت المحكمة العليا القاضيان مكي والبسطويسي للظهور، لكنهما رفضا دخول المحكمة وسط ذلك الحضور الكبير للشرطة.[42]
- 11 مايو: أمام نادي القضاة، هاجمت الشرطة وضربت أي شخص حاول التظاهر، ضاربين بالعصيان الرجال والنساء بالإضافة  إلى على الأقل نصف دستة من الصحفيين الذين يحاولون تغطية الأحداث. اعتقلت السلطات 255 متظاهرًا وصحفيًا.[43]
- 17 مايو: وجه وزير الداخلية أمرًا بمنع أي تجمعات سلمية أو مظاهرات أمام مقر المحكمة العليا.[44]
- 18 مايو: برأت المحكمة التأديبية بمجلس القضاء الأعلى القاضي مكي من تهمة «إهانة مجلس القضاء العالي» «والتحدث للصحافة في شئون سياسية». ولكنها وعلى نفس الأساس وجهت اللوم للقاضي البسطويسي وحرمته من الترقية.[45]
- 18 مايو: اعتقلت الشرطة ما يزيد عن 300 محتجًا مؤيدين للإصلاح وضربت آخرين كثر.[44]
- 18 مايو: أيدت محكمة إستئناف القاهرة الحكم الصادر في ديسمبر 2005 بسجن أيمن نور لمدة خمس سنوات.[46]
- 25 مايو: نظم 300 قاضٍ مؤيد للإصلاح اعتصامًا أمام مقر المحكمة العليا للمطالبة باستقلال القضاء المصري.[47]
- 25 مايو: اعتقلت الشرطة كريم الشاعر ومحمد الشرقاوي في مظاهرة مؤيدة للقضاة أمام نقابة الصحفيين. يُزعم أن الشرطة قامت بتعذيب ومضاجعة الشرقاوي في قسم شرطة بالقاهرة.[48]
- 28 مايو: أجرت السلطات الطبية بالسجن اختبارًا طبيًا على محمد الشرقاوي ولكنها لم تعالجه من إصاباته.

## يونيو 2006
- 2 يونيو: يُزعم أن الشرطة اعتدت على مراسلتي بي بي سي دينا سمك ودينا جميل أثناء تغطيتهما لاجتماع الجمعية العمومية لنقابة الصحفيين.
- 3 يونيو: صادرت الشرطة 2000 أسطوانة غير مرخصة لفيلم شيفرة دا فينشي وطالبت الكنيسة القبطية الأرثوذكسية بمنع الفيلم في مصر.[49]

- 4 يونيو: اعتقلت الشرطة 9 من كبار أعضاء الإخوان المسلمين.[14]
- 5 يونيو: طالبت وزارة الخارجية أن يعلق المركز الجمهوري الدولي نشاطاته في البلاد، وهو مؤسسة أمريكية غير حكومية لدعم الديموقراطية.
- 7 يونيو: أجل البرلمان المصري مناقشة مشروع قانون الإصلاح القضائي.
- 12 يونيو: أطلقت الشرطة الرصاصات المطاطية والقنابل المسيلة للدموع على مظاهرة إخوانية لدعم العضو البارز بجماعة الإخوان المسلمين حسن الحيوان، والذي كان يخضع للمحاكمة في مدينة الزقازيق، أصابت الشرطة عشرة مصريين واحتجزت 110 آخرين لفترة قصيرة.
- 12 يونيو: برأت محكمة أمن الدولة بالزقازيق عضو جماعة الإخوان حسن الحيوان من تهمة حيازة حيازة أسلحة بشكل غير قانوني والانضمام لمنظمة غير قانونية. احتجزت الشرطة حسن الحيوان فورا بعدما برأته المحكمة.[31]
- 13 يونيو: تحرك وزير الثقافة فاروق حسني لمنع فيلم شيفرة دا فينشي.[50]

- 16 يونيو: أصدرت المنظمة المصرية لحقوق الإنسان بيانًا تعارض فيه نداءات وزير الثقافة فاروق حسني بمنع فيلم شيفرة دا فينشي.[51]

- 18 يونيو: قامت سيدة مصرية متدينة في متحف بتحطيم ثلاثة تماثيل للفنان المصري حسن حشمت. جاء ذلك الهجوم بعد فتوى من المفتي العام علي جمعة بتحريم كل التماثيل المزخرفة لكائنات حية.[52]

- 19 يونيو: اعتقلت الشرطة 31 عضوا من جماعة الإخوان في مدينة مرسى مطروح الساحلية بتهمة عقد اجتماعات غير قانونية.[53]

- 21 يونيو: تم افتتاح فيلم عمارة يعقوبيان وسط نقد وهتافات ومطالب بالرقابة.[54]

- 22 يونيو: أطلقت محكمة مصرية سراح المدون علاء سيف الإسلام من سجن طرة. علاء كان مسجونًا منذ 7 مايو.
- 23 يونيو: حكمت محكمة مصرية على رئيس تحرير جريدة الدستور إبراهيم عيسي والمراسلة سحر زكي بالسجن لمدة عام لإهانة الرئيس. في أبريل، كانت جريدة الدستور قامت بتقرير عن دعوى قضائية تتهم الرئيس المصري مبارك بإساءة استخدام المال العام أثناء خصخصة الشركات المملوكة للدولة. الرجل الذي رفع الدعوى القضائية، سعيد عبد الله، حكم عليه بالحبس لمدة عام أيضًا. كما تم التغريم الثلاثة بمبلغ 10000 جنيه مصري.[55]

- 23 يونيو: طالب ثلاثمائة متظاهر في نقابة الصحفيين بالإفراج عن المحتجين المحتجزين مع المجرمين في سجن طرة.[56]

- 23 يونيو: أدانت المنظمة العربية لحرية الصحافة القائمة في لندن قرار وزارة التعليم بإرساب الطالبة الثانوية آلاء فرج مجاهد لانتقادها مبارك ورئيس الولايات المتحدة جورج دبليو بوش في ورقة امتحان آخر العام.
- 27 يونيو: حكمت محكمة إدراية بحظر المدونات التي «تهدد الأمن القومي».[57]

- 30 يونيو: تظاهر آلاف المصلين في مسجد الأزهر ضد الهجوم الإسرائيلي على قطاع غزة.[58]

## يوليو 2006
- 4 يوليو: بدأت مجموعة من المسيحيين الأقباط إجراءات قانونية لمقاضاة الأسقف ماكسيموس الأول لإنشائه كنيسة أرثوذكسية بديلة في مصر.[59]

- 5 يوليو: طالبا 112 نائبا برلمانيا بفرض رقابة على فيلم «عمارة يعقوبيان».[60]

- 8 يوليو: لم تصدر 26 صحيفة مصرية طبعة اعتراضًا منهم على قانون حرية الصحافة الجديد المقترح.[20]
- 8 يوليو: اعتقلت الشرطة 27 عضوًا من جماعة الإخوان المسلمين.[55]
- 9 يوليو: أحالت السلطلات 18 قياديا إخوانيًا للمحاكمة، من بينهم العضو القيادي بالمكتب السياسي عصام العريان، بالإضافة إلى مئات آخرين من أعضاء الجماعة الذين تم اعتقالهم أثناء احتجاجات دعما للإصلاح القضائي.
- 9 يوليو: تجمع 300 صحفي معارض بالإضافة لمؤيدين آخرين أمام مقر البرلمان في القاهرة للاحتجاج على قانون حرية الصحافة الجديد المقترح.[61]

- 10 يوليو: مرر البرلمان قانون حرية الصحافة الجديد، والذي تضمن غرامات هائلة على الصحفيين الذين يهينون الرئيس. في ظل هذا التشريع، فإن الصحفيين الذين يتم إدانتهم بانتقاد مسؤولين حكوميين سيكونون معرضين للسجن حتى 5 سنوات أو غرامات تصل إلى 5220 دولار، فيما يمكن تغريم المحررين بما يصل إلى 3480 دلار.[62]

- 14 يوليو: تظاهر ألف مصري في مسجد الأزهر ضد إسرائيل وتضامنًا مع الشعبين اللبناني والفلسطيني.[63]

- 21 يوليو: تظاهر ثلاثة آلاف مصري في مساجد مختلفة في الإسكندرية ضد إسرائيل ودعما للبنان وفلسطين.[64]

## أغسطس 2006
- 13 أغسطس: تراجعت جريدة الأهرام عن خطوة سابقة لها ورفعت الحظر عن دخول موظفيها إلى العديد من المدونات والمواقع السياسية المستقلة. فيما استمر حظر موقع حزب العمل المصري ومواقع أخرى عديدة.[65]

- 14 أغسطس: أفرجت محكمة مصرية عن عضوي المكتب السياسي بالإخوان عصام العريان ومحمد مرسي، الذان كانا محتجزان منذ أبريل.[14]
- 16 أغسطس: أمرت النيابة العامة بقلب قرار الإفراج عن عضوي الإخوان عصام العريان ومحمد مرسي. أمرت محكمة مصرية لاحقا باحتجاز عصام ومرسي لمدة 15 يومًا آخرين.
- 18 أغسطس: اعتقلت الشرطة 17 عضوا إخوانيا في محافظة المنوفية بدلتا النيل بتهمة عقد اجتماع يهدف إلى إعادة إحياء نشاطات الجماعة المحظورة.[41]
- 25 أغسطس: اعتقلت الشرطة 17 عضوًا من جماعة الإخوان، بما فيهم السكرتير العام للجماعة محمود عزت والعضو البارز لاشين أبو شنب.[66]

- 26 أغسطس: اعتقلت الشرطة 4 إخوان في محافظة بني سويف في صعيد مصر.

## سبتمبر 2006
- 7 سبتمبر: بدأ 70 محتجز في سجن بمدينة دمنهور إضرابًا عن الطعام احتجاجا على سجنهم منذ 2004.[34]
- 17 سبتمبر: اتهم النائب العام المصري 14 موظفًا في الهيئة القومية لسكك الحديد بالإهمال. قبلها بشهر، تسببت حادثة قطار في قليوب لوفاة 56 مصري.[67]

- 24 سبتمبر: منعت السلطات إصدارات جريدة لو فيغارو الفرنسية وصحيفة فرانكفورتر العامة الألمانية بسبب مقالات اعتُبِرت مهينة للإسلام.[68]

- 25 سبتمبر: أفرجت محكمة مصرية عن العضو البارز بالإخوان المسلمين محمد الحيوان، الذي كان محتجزا منذ ديسمبر 2005.

## أكتوبر 2006
- 13 أكتوبر: اعتقلت الشرطة 8 إخوان في محافظة المنوفية بتهم الانضمام لمنظمة غير شرعية وحيازة منشورات مناهضة للحكومة.[39]
- 23 أكتوبر: أمرت محكمة مصرية باحتجاز عضوي الإخوان المسلمين عصام العريان ومحمد مرسي لمدة 15 يوما أخرى.[69]

## نوفمبر 2006
- 9 نوفمبر: تظاهر 100 محتج خارج نقابة الصحفيين بجنوب القاهرة ضد فشل السلطات في إيقاف عصابات التحرش الجنسي في ميدان التحرير يومي 23 و24 أكتوبر.
- 19 نوفمبر: اعتقلت الشرطة المدون رامي صيام في جنوب القاهرة. كان صيام يدير مدونته منذ مايو 2005 وعادة ما كان ينشر محتوي ناقد للحكومة.[26]